# 宽角粗毛蚤
宽角粗毛蚤（学名：Macrothrix laticornis）为粗毛蚤科粗毛蚤属的动物。分布于欧洲、北美洲、台湾岛以及中国大陆的广西、福建、浙江、江西、山东、河北、黑龙江、内蒙古、山西、陕西、甘肃、青海、西藏、新疆等地，常见于澄清的小型水域沿岸底部以及流速不大的溪流中。